# Quốc ngữ La Mã tự

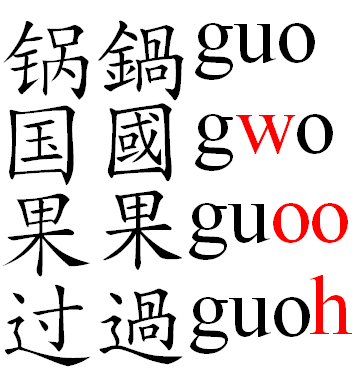
Bốn thanh điệu của guo như được viết trong các chữ (giản thể bên trái, phồn thể bên phải) và Quốc Ngữ La Mã Tự (Gwoyeu Romatzyh). Âm điệu khác nhau được bôi màu đỏ.

Gwoyeu Romatzyh, viết tắt là GR, hay Quốc ngữ La Mã tự (chữ La-mã hóa quốc ngữ) là một hệ thống chữ viết tiếng Quan Thoại bằng chữ cái Latin. Hệ thống này đã được Triệu Nguyên Nhiệm (赵元任) nghĩ ra và đã được một nhóm các nhà ngôn ngữ học phát triển lên, bao gồm Triệu Nguyên Nhiệm và Lâm Ngữ Đường (林語堂) từ năm 1925 đến 1926. Sau này chính Triệu Nguyên Nhiệm đã xuẩt bản các tác phẩm trong ngôn ngữ học sử dụng GR. Ngoài một số nhỏ các sách giáo khoa và từ điển bằng GR được xuất bản ở Hồng Kông và hải ngoại từ năm 1942 đến năm 2000.
Quốc Ngữ La Mã Tự (GR) là duy nhất trong các hệ thống Latin hóa để chỉ 4 các thanh điệu tiếng Quan Thoại bằng cách thay đổi cách viết các âm tiết. Các thanh điệu này là một phần quan trọng đối với tiếng Trung như dấu thanh đối với tiếng Việt vậy. Các hệ thống khác chỉ các âm điệu bằng các trọng âm (ví dụ bính âm: āi, ái, ǎi and ài) hoặc con số (Wade-Giles: ai1, ai2, etc.). GR thì viết như nhau cho cả bốn thanh điệu ai, air, ae and ay. Các cách viết này theo các quy tắc, biểu thị âm điệu nhưng vẫn giữ lại các phát âm của âm tiết ai. Do nó gắn âm điệu của mỗi âm tiết trong cách viết của nó, GR có thể giúp học sinh nắm vững được âm điệu tiếng Trung—dù nhiều lập luận lý thuyết thì bàn cãi về tuyên bố này.
Năm 1928, Trung Quốc đã đưa vào sử dụng Quốc Ngữ La Mã Tự là hệ thống La Mã hóa của quốc gia. GR đã được sử dụng để biểu thị cách phát âm trong các từ điển tiếng Quan Thoại. Những người đề xuất hy vọng một ngày nào đó sẽ thiết lập một hệ thống viết cho loại văn tự Hán cải cách này. Dù có ủng hộ từ một số nhà ngôn ngữ được đào tạo ở trong nước và hải ngoại, Quốc Ngữ La Mã Tự đã vấp phải sự bàng quan và thậm chí thái độ thù địch của công chúng do tính phức tạp của nó. Một trở ngại khác ngăn cản sử ứng dụng rộng rãi hệ thống này là do nó dựa vào chi tiết phương ngữ Bắc Kinh, một thời kỳ thiếu chính quyền tập trung hóa mạnh để bắt buộc sử dụng hệ thống này bằng luật. Cuối cùng, GR đã bị hệ thống bính âm và các hệ thống Latin hóa khác qua mặt. Tuy nhiên, ảnh hưởng của nó vẫn còn rõ rệt khi nhiều nguyên tắc được những người tạo ra hệ thống này đã được sử dụng trong các hệ thống Latin hóa tiếp sau hệ thống này.

## Lịch sử

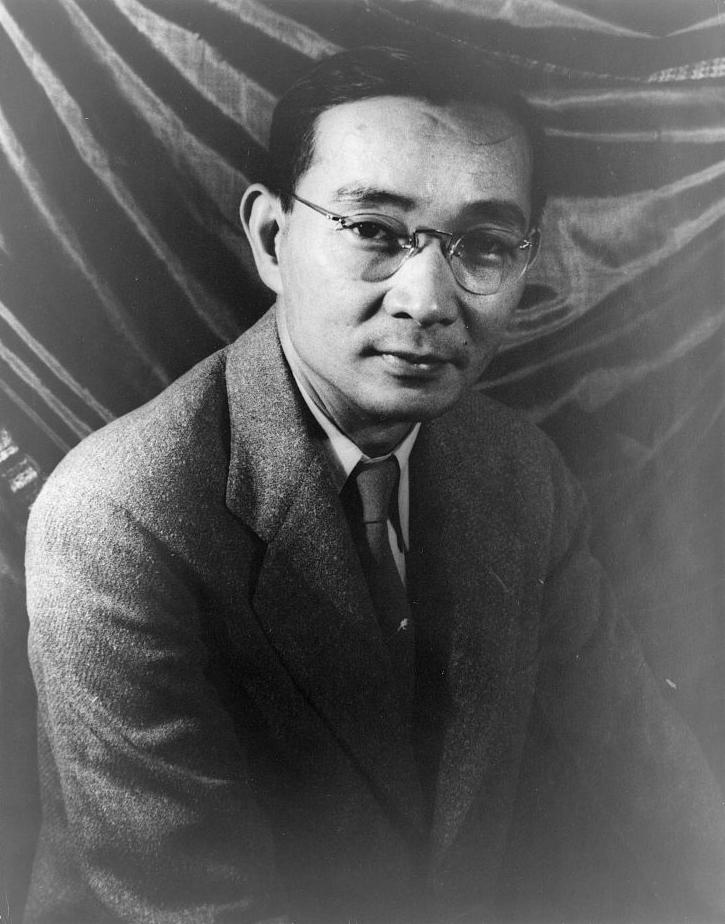
Lâm Ngữ Đường, người đầu tiên đề xuất chính tả âm điệu